# Dianthus falconeri
Dianthus falconeri är en nejlikväxtart som beskrevs av Michael Pakenham Edgeworth och Hook. f. Dianthus falconeri ingår i släktet nejlikor, och familjen nejlikväxter. Inga underarter finns listade i Catalogue of Life.